# Angelica longeradiata
Angelica longeradiata är en flockblommig växtart som först beskrevs av Carl Maximowicz, och fick sitt nu gällande namn av Masao Kitagawa. Angelica longeradiata ingår i släktet kvannar, och familjen flockblommiga växter. Inga underarter finns listade i Catalogue of Life.